# Estación de Maracaju
La Estación Ferroviaria de Maracaju fue una construcción destinada a embarque o desembarque de pasajeros de trenes y, secundariamente, a la carga y descarga de mercancías transportadas. Usualmente consistía en un edificio para pasajeros (y posiblemente para cargas también), además de otras instalaciones asociadas al funcionamiento del ferrocarril. 

## Historia
La Estación de Maracaju fue inaugurada el 19 de abril de 1944, pero  el tren no llegaría hasta dos años después. La estación era el límite del futuro ramal de Ponta Porã, que sería inaugurado 9 años después. Solamente en el año de 1949 fue inaugurado el tramo hasta Itaum, en Dourados.

Un cierto carácter provisional permanecía también en 1956, cuando se registran obras en las explanadas de Maracaju y Ponta Porã y se informa que esta última estación también se encontraba en fase de conclusión
P. R. Cimó Queiroz, 2004

El 1 de junio de 1996, fue realizado el último viaje que pasó por la estación.